# Derlei
Vanderlei Fernandes Silva, mais conhecido como Derlei (São Bernardo do Campo, 14 de Julho de 1975), é um ex-futebolista brasileiro que atuava como atacante. Com passagens marcantes pelo futebol português, em especial no FC Porto, onde fez parte do time vencedor da Liga dos Campeões da UEFA de 2003–04.

## Carreira
Atravessando um excelente momento de forma, Derlei ingressou na equipe do FC Porto pela mão de José Mourinho em 2002, vindo do Leiria. Dos seus inúmeros gols ao serviço do FC Porto, destacam-se os dois decisivos na final da Taça UEFA em 2003. Foi ainda uma unidade fulcral na conquista da Liga dos Campeões da UEFA na época seguinte. Em Janeiro de 2005, após problemas disciplinares, foi vendido ao Dínamo de Moscovo por 7 milhões de euros. Representou o Sport Lisboa e Benfica até Junho de 2007, emprestado pelo Dínamo de Moscovo. No entanto, a fraca prestação na Liga Portuguesa deixou muito a desejar aos dirigentes benfiquistas, que decidiram não prolongar o empréstimo. No mercado de verão de 2007, Derlei assinou pelo Sporting até ao final da época 2007/2008 após rescisão de contracto com o Dínamo de Moscovo. No Sporting voltaram as boas exibições e marcou no primeiro jogo do Sporting na Liga 2007/2008, frente à Académica de Coimbra. Parecia tudo bem encaminhado para uma boa época quando o "Ninja" (a sua alcunha) sofreu uma entorse no joelho e teve de ser submetido a uma cirurgia que o deixou fora de campo por cerca de 6 meses.
O regresso aos relvados deu-se no dia 16 de Abril de 2008, entrando aos 62 minutos de jogo da meia final da Taça de Portugal 2007/2008, no jogo Sporting-Benfica, onde curiosamente marcou o golo que virou o resultado de 2-2 para 3-2 a favor da equipa de Alvalade.
Derlei adquiriu nacionalidade portuguesa. Devido à grande época realizada ao serviço do Sporting, e após anunciar que iria terminar a carreira no final da época 2008/2009, surgiu na internet uma petição online para sensibilizar o atleta a ficar por mais um ano no Sporting Clube de Portugal. Para além dos adeptos, Derlei tem ainda o apelo dos colegas de equipa para continuar por mais uma época em Alvalade. No entanto a 10 de Junho de 2009 o Sporting anunciou que Derlei não aceitou renovar o contrato com o clube.
Em agosto, acertou sua ida para o Vitória para o restante da disputa do Brasileirão. Após sua chegada e apresentação, retornou a Portugal para resolver problemas particulares.
Porém, após sua estreia pelo rubro-negro, marcando o terceiro gol da vitória do time de Salvador sobre o Palmeiras por 3 a 2, sofreu um acidente que o deixou parado por algum tempo. Como o campeonato já estava no fim, clube e jogador entraram em acordo e o contrato foi rescindido amigavelmente.
Em março de 2010, acertou seu retorno para o Madureira para a disputa do Segundo Turno do Campeonato Carioca de 2010.
Após o término do Campeonato Carioca, Derlei aposentou-se do futebol.

## Títulos
Porto
- Taça UEFA: 2002-03
- Liga dos Campeões da UEFA: 2003-04
- Taça Intercontinental: 2004
- Campeonato Português de Futebol: 2002-03, 2003-04
- Taça de Portugal: 2002-03
- Supertaça de Portugal: 2003

Sporting
- Taça de Portugal: 2007-2008
- Supertaça Cândido de Oliveira: 2007, 2008